# Peter Christian Donner
Peter Christian Donner, auch Christian Peter Donner (* 31. März 1881 in Stettin; † 12. Juni 1944 in Malente) war ein deutscher Konteradmiral.

## Leben
Peter Donner war ein Sohn des Kapitäns zur See und Geheimen Regierungsrats Peter Christian Kinch Donner (1839–1904) und von Sophie, geb. Schulze.
Peter Donner besuchte in Berlin-Charlottenburg ein Gymnasium und trat am 10. April 1899 in die Kaiserliche Marine ein. Als Seekadett diente er auf der Gedeckten Korvette Moltke und anschließend als Fähnrich zur See auf dem Panzerdeckskreuzer Vineta, der der Ostamerikanischen Station zugeteilt war. Als Wachoffizier diente er u. a. auf dem Artillerieschulschiff Mars und dem Linienschiff Kurfürst Friedrich Wilhelm. Danach wurde er Kommandant eines Torpedoboots in der II. Torpedo-Division. Als Navigationsoffizier und zeitweise als Erster Offizier war er auf den Kleinen Kreuzer Leipzig kommandiert.
Später war Donner bis November 1914 I. Adjutant beim Festungskommandanten Wilhelmshaven und anschließend bis Mai 1917 in gleicher Funktion bei der 2. Marine-Division. Anschließend war er bis August 1917 I. Asto bei der 1. Marine-Division. Am 13. Juli 1916 wurde er zum Korvettenkapitän befördert. Im Anschluss war er bis Kriegsende I. Adjutant des Generalkommandos des Marinekorps.
Ab 1919 war Donner als Dezernent in der Admiralität tätig. Er wurde in die Reichsmarine übernommen und war von 1921 bis 1923 Chef des Stabes beim Befehlshaber der Sicherung der Ostsee. Am 1. Januar 1923 wurde er zum Fregattenkapitän befördert. Von 1925 bis 1928 war er Chef des Stabes der Marineleitung. Anschließend wurde er zum 31. Oktober 1928 mit dem Charakter als Konteradmiral aus der Marine verabschiedet. Er studierte bis 1929 zwei Semester Geschichte und Volkswirtschaft an der Universität Kiel.
Mit der Verlegung der Marineakademie 1934 nach Kiel wurde er dort als Lehrer für Seekriegsgeschichte wieder in der Marine reaktiviert. Von 1939 bis zu seinem Tod war er kommissarischer Leiter der Marineakademie. Donner starb 1944 in einem Marinelazarett.
Peter Donner war Mitglied des Deutschen Herrenklubs und der Deutschen Gesellschaft für Wehrwissenschaft.

## Werke (Auswahl)
- Die Ereignisse zur See in Kriege 1864. In: Marine-Rundschau, XXIX, 1924, S. 49–54.
- Über Küstenkrieg. In: Marine-Rundschau, 33, 1928, S. 337–345.
- Organisation einer dem Küstenschutz dienenden Seemacht. Berlin, 1933.
- Einige Gedanken über die Erfahrungen Preussens im Seekriege von 1864. In: Marine-Rundschau, 39, 1934, S. 304–308.
- Operationen gegen einen überlegenen Gegner zur See. In: Marine-Rundschau, LX, 1935, S. 65–73.
- Die Seekriegführung im begrenzten Raum. In: Nauticus, XXII., Berlin, 1939.